# Ферми-газ
Фе́рми-газ (или идеальный газ Фе́рми — Дира́ка) — газ, состоящий из частиц, удовлетворяющих статистике Ферми — Дирака, имеющих малую массу и высокую концентрацию. Например, электроны в металле. В первом приближении можно считать, что потенциал, действующий на электроны в металле, является постоянной величиной и благодаря сильному экранированию положительно заряженными ионами можно пренебречь электростатическим отталкиванием между электронами. Тогда электроны металла можно рассматривать как идеальный газ Ферми — Дирака — электронный газ.

## Газ Ферми — Дирака при нулевой температуре
Самая низкая энергия классического газа (или газа Бозе — Эйнштейна) при {\displaystyle T=0} равна {\displaystyle W_{0}=0}. То есть при нулевой температуре все частицы падают в самое низкое состояние и теряют всю свою кинетическую энергию. Однако, для газа Ферми это невозможно. Принцип исключения Паули позволяет находиться в одном состоянии только одной ферми-частице с полуцелым спином.
Самую низкую энергию газа {\displaystyle W_{0}} с {\displaystyle N} частиц можно получить путём размещения по одной частице в каждом из {\displaystyle N} квантовых состояний с наименьшей энергией. Поэтому энергия {\displaystyle W_{0}} такого газа при {\displaystyle T=0} будет отличной от нуля.
Величину {\displaystyle W_{0}} несложно вычислить. Обозначим через {\displaystyle \mu _{0}} энергию электрона в самом высоком квантовом состоянии, которое ещё заполнено при {\displaystyle T=0}. При нулевой температуре все квантовые состояния с энергией ниже {\displaystyle \mu _{0}} заняты, а все квантовые состояния с энергией выше {\displaystyle \mu _{0}} — свободны.
Поэтому должно существовать ровно {\displaystyle N} состояний с энергией ниже или равной {\displaystyle \mu _{0}}. Этого условия достаточно для нахождения {\displaystyle \mu _{0}}. Поскольку объём микроскопический, трансляционные состояния находятся близко один к другому в импульсном пространстве и мы можем заменить суммирование по трансляционным квантовым состояниям {\displaystyle \mathbf {k} } интегрированием по классическому фазовому пространству, предварительно разделив на {\displaystyle h^{3}}:
{\displaystyle {\frac {g}{h^{3}}}\iint 4\pi p^{2}\,dr\,dp=V{\frac {g}{h^{3}}}\int 4\pi p^{2}\,dp,}
где {\displaystyle g} — число внутренних квантовых состояний, которые соответствуют внутренней энергии. Число {\displaystyle g=2}, для электронов со спином 1/2. Интегрируя последнее выражение от {\displaystyle p=0} до {\displaystyle p_{0}}, величины импульса самого высокого заполненного при {\displaystyle T=0} состояния с энергией {\displaystyle \mu _{0}=(2m)^{-1}p_{0}^{2}}, и приравнивая результат к {\displaystyle N}, получаем с учётом того, что {\displaystyle \rho =N/V}:
{\displaystyle N=V{\frac {g}{h^{3}}}{\frac {4\pi }{3}}p_{0}^{3}=V{\frac {g}{h^{3}}}{\frac {4\pi }{3}}(2m\mu _{0})^{3/2},}
{\displaystyle p_{0}=\left({\frac {3\rho }{4\pi g}}\right)^{1/3}h,}
{\displaystyle \mu _{0}={\frac {p_{0}^{2}}{2m}}={\frac {h^{2}}{2m}}\left({\frac {3\rho }{4\pi g}}\right)^{2/3}}
или для электронов с {\displaystyle g=2}:
{\displaystyle \mu _{0}={\frac {h^{2}}{8m}}\left({\frac {3\rho }{\pi }}\right)^{2/3},\quad g=2.}
Величину {\displaystyle \mu _{0}}, наивысшую энергию заполненных уровней, называют энергией Ферми.

## Газ Ферми — Дирака при конечной температуре
Для ненулевых значений параметра {\displaystyle \beta =1/kT} плотность числа электронов {\displaystyle N(\varepsilon )} в энергетическом пространстве находим путём умножения квантовых плотностей состояний
{\displaystyle {\frac {3}{2}}N/\mu _{0}^{3/2}\int \varepsilon ^{1/2}\,d\varepsilon }
на множитель {\displaystyle {\frac {1}{1+\exp[(\beta (\varepsilon -\mu )]}}}, который даёт число электронов на одно квантовое состояние:
{\displaystyle N(\varepsilon )={\frac {3}{2}}N/\mu _{0}^{3/2}{\frac {1}{1+\exp[\beta (\varepsilon -\mu )]}},}
где величина {\displaystyle \mu _{0}} — химический потенциал при {\displaystyle T=0}, а {\displaystyle \mu } — химический потенциал при данной температуре.
Если проинтегрировать эту функцию по всем значениям {\displaystyle \varepsilon }, то можно определить {\displaystyle \mu } как функцию от температуры.
Сравнивая результат, который входит в {\displaystyle \int \limits _{0}^{\infty }N(\varepsilon )\,d\varepsilon } полного числа частиц {\displaystyle N}. Отсюда видно, что для {\displaystyle N(\varepsilon )} величина {\displaystyle \mu } есть функция параметров {\displaystyle \mu _{0}} и {\displaystyle \beta }.
Энергию можно найти из соотношения:
{\displaystyle W=\int \limits _{0}^{\infty }\varepsilon N(\varepsilon )\,d\varepsilon ,}
откуда видно, что тут мы встречаемся с задачей нахождения интеграла типа:
{\displaystyle I=\int \limits _{0}^{\infty }f(\varepsilon )g(\varepsilon )\,d\varepsilon ,}
в котором функция {\displaystyle f(\varepsilon )} есть некоторая простая и непрерывная функция от {\displaystyle \varepsilon }, например {\displaystyle \varepsilon ^{1/2}} или {\displaystyle \varepsilon ^{3/2}}, и
{\displaystyle g(\varepsilon )={\frac {1}{1+\exp[\beta (\varepsilon -\mu )]}}.}
Величина {\displaystyle \mu _{0}/k} имеет порядок от {\displaystyle 5\cdot 10^{4}} до {\displaystyle 10^{5}} К для большинства металлов.
Пропуская довольно громоздкие математические выкладки, в результате получим приблизительное значение химического потенциала:
{\displaystyle \mu =\mu _{0}\left[1-{\frac {\pi ^{2}}{12}}(\beta \mu _{0})^{-2}-{\frac {\pi ^{4}}{80}}(\beta \mu _{0})^{-4}+\ldots \right],}
которое выражает химический потенциал {\displaystyle \mu } через параметры {\displaystyle \beta } и {\displaystyle \mu _{0}}.
Эта зависимость не очень сильная, например для комнатных температур первая добавка составляет достаточно малую величину — {\displaystyle (\beta \mu _{0})^{-2}\approx 10^{-4}}. Поэтому на практике, при комнатных температурах химический потенциал практически совпадает с потенциалом ферми.